# 疏松卷柏
疏松卷柏（学名：Selaginella effusa）为卷柏科卷柏属下的一个种。

## 扩展阅读
- 維基物種上的相關：疏松卷柏